# Kanton Sarcelles-Sud-Ouest
Kanton Sarcelles-Sud-Ouest is een voormalig kanton van het Franse departement Val-d'Oise. Kanton Sarcelles-Sud-Ouest maakte deel uit van het arrondissement Sarcelles en telde 29.060 inwoners (1999).
Het werd opgeheven bij decreet van 17 februari 2014 met uitwerking in maart 2015

## Gemeenten
Het kanton omvatte enkel een deel van de gemeente: Sarcelles.